# David, der Kabauter
David, der Kabauter ist eine Zeichentrick-Fernsehserie des spanischen Fernsehsenders BRB Internacional aus dem Jahr 1985.

## Inhalt

### Staffel 1
David ist ein 400 Jahre alter Kabauter (eine Art Zwerg); er ist Arzt und Anführer seines Stammes und erlebt Abenteuer gemeinsam mit seiner Frau Lisa und dem Fuchs Swift. David stellt in Folge 1 die Kabauter vor. Sie werden bis zu 15 cm groß (Ausnahme: der Schneekabauter, der bis zu 19 cm groß werden kann) und wiegen 300 g (Kabauterfrauen 250–275 g). David selbst ist der Sohn des Tim von Uppsala.
Die Sendung legt ihr Augenmerk auf Umwelt und Natur und liefert Informationen über verschiedene Tierarten. Äußerst detailreich werden auch die Behandlungsmethoden gezeigt, mit denen David verletzten Tieren hilft.

### Staffel 2
In Staffel 2 wird der Arzt David durch David den Richter und dessen Assistenten Danny abgelöst.
In den Episoden stehen sowohl das Reisen in andere Länder als auch Treffen mit anderen Kabautern im Mittelpunkt sowie die Untaten der Trolle, der Feinde der Kabauter. Am Ende dieser Staffel erfährt man, warum Richter David bei seiner Schwester lebt und nicht verheiratet ist. Seine Frau starb, als sie Tiere vor einer Treibjagd retten wollte. Dabei gibt es einen Gastauftritt des anderen Davids aus der ersten Staffel.

## Hintergrund
Die Serie basiert auf den Kinderbüchern Das große Buch der Heinzelmännchen (Leven en werken van de kabouter, niederländische Erstauflage 1976) und Das geheime Buch der Heinzelmännchen (De oproep der Kabouters, niederländische Erstauflage 1981) der Niederländer Wil Huygen und Rien Poortvliet und wurde vom kanadischen Studio Cinar (heute Cookie Jar Entertainment) basierend auf dem Stil der Illustrationen der Bücher unter dem Titel David el gnomo produziert. Hauptperson ist hier David, der Kabauter (im Original "David el Gnomo"). Aufbauend auf den Erfolg von David el gnomo wurde ein Spin-off mit dem Namen La llamada de los gnomos erstellt. Protagonist des Spin-offs ist "El juez Klaus" (Richter Klaus). Im Deutschen wurden diese beiden spanischen Originalserien als einzelne Serie mit zwei Staffeln vermarktet, wobei aus dem Richter Klaus David der Richter wurde.

## Sprecher
Die deutsche Synchronfassung entstand bei der H.W. Film, München. Hendrik Wiethase schrieb das Dialogbuch und führte Regie.
| Figur                     | Originalsprecher   | Deutscher Sprecher |
| ------------------------- | ------------------ | ------------------ |
| David                     | José María Cordero | Fred Maire         |
| Lisa                      | Matilde Conesa     | Anita Höfer        |
| Troll Hollie (OV: Hooley) | Paco Hernández     | Willy Schäfer      |
| Troll Pat                 | Ángel Egido        | Willi Röbke        |
| Troll Pot                 | Manuel Peiró       | Peter Musäus       |
| Troll Poppie (OV: Poopey) | José Moratalla     | Arnim André        |
| Erzähler                  | Teófilo Martínez   | Arnim André        |

## Ausstrahlung
Die Serie wurde im deutschsprachigen Raum erstmals auf RTL/RTLplus, beim Li-La-Launebär im Jahr 1989 gesendet. Insgesamt wurden 52 Folgen ausgestrahlt.

## Sonstiges
Der Name „Kabauter“ wird oft mit dem bekannteren Klabautermann verwechselt, enthält aber kein „L“.
David erklärt es auch in einer Folge: Der Kabauter lebt im Wald, während der Klabauter(mann) auf der See zu Hause ist.
Icestorm Entertainment veröffentlichte die Serie 2003 in Form von drei DVDs. Bemängelt wurden dabei aber die Qualität und dass nur neun Folgen veröffentlicht wurden.